# Néber Araújo
Néber Araújo   (Departament de Cerro Largo, 7 de setembre de 1937) és un periodista, locutor, empresari i presentador de televisió uruguaià.

## Biografia
Va néixer en la quarta secció del Departament de Cerro Largo, una zona rural a la que va viure amb els seus pares i els seus dos germans fins als vuit anys. Es van mudar a Melo, on va completar els seus estudis primaris i secundaris.
Va treballar com a presentador principal d'l'informatiu central «Telemundo» de Teledoce de Montevideo, fins al 18 de desembre de 2003. La seva carrera periodística es va estendre per més de quaranta anys, i ha estat guardonat amb diversos premis, entre ells el Premi Iris.
Va treballar tant en ràdio com en televisió. En CX 8 Ràdio Sarandí va conduir durant diverses dècades el programa matutí «En vivo y en directo» en el qual també participaven altres reconeguts periodistes uruguaians, com Jorge Traverso o Lil Bettina Chouhy, un programa que després es va traslladar a CX 24 Nuevotiempo, on va realitzar junt amb Traverso un projecte periodístic més ampli, pioner en l'emissió de ràdio online a Amèrica Llatina el 1997.
En televisió, Araújo, va ser presentador de diversos programes i transmissions especials de plebiscits i eleccions nacionals. Va ser periodista d'entrevistes i anchorman de l'informatiu central «Telemundo», i altres programes periodístics de Teledoce.
Va ser propietari de les estacions de ràdio Septiembre FM, que van operar per a l'àrea metropolitana de Montevideo en la freqüència de 101.2 MHz, i per a l'àrea de Punta del Este, en 97.5 MHz.
Aquesta casat amb María del Carmen Felitto, i són pares de quatre fills: Néber, Ana Carolina, Federico y Sebastián.